# Upodabljanje
Upodábljanje (angleško rendering) je v računalniški grafiki postopek ustvarjanja slike, filma iz 3D modela s pomočjo posebnega programa. Gre za zahtevne in zapletene algoritme, v katerih se morajo upoštevati tako fizikalne lastnosti svetlobe in materialov kot tudi vida.